# Luigi Comollo

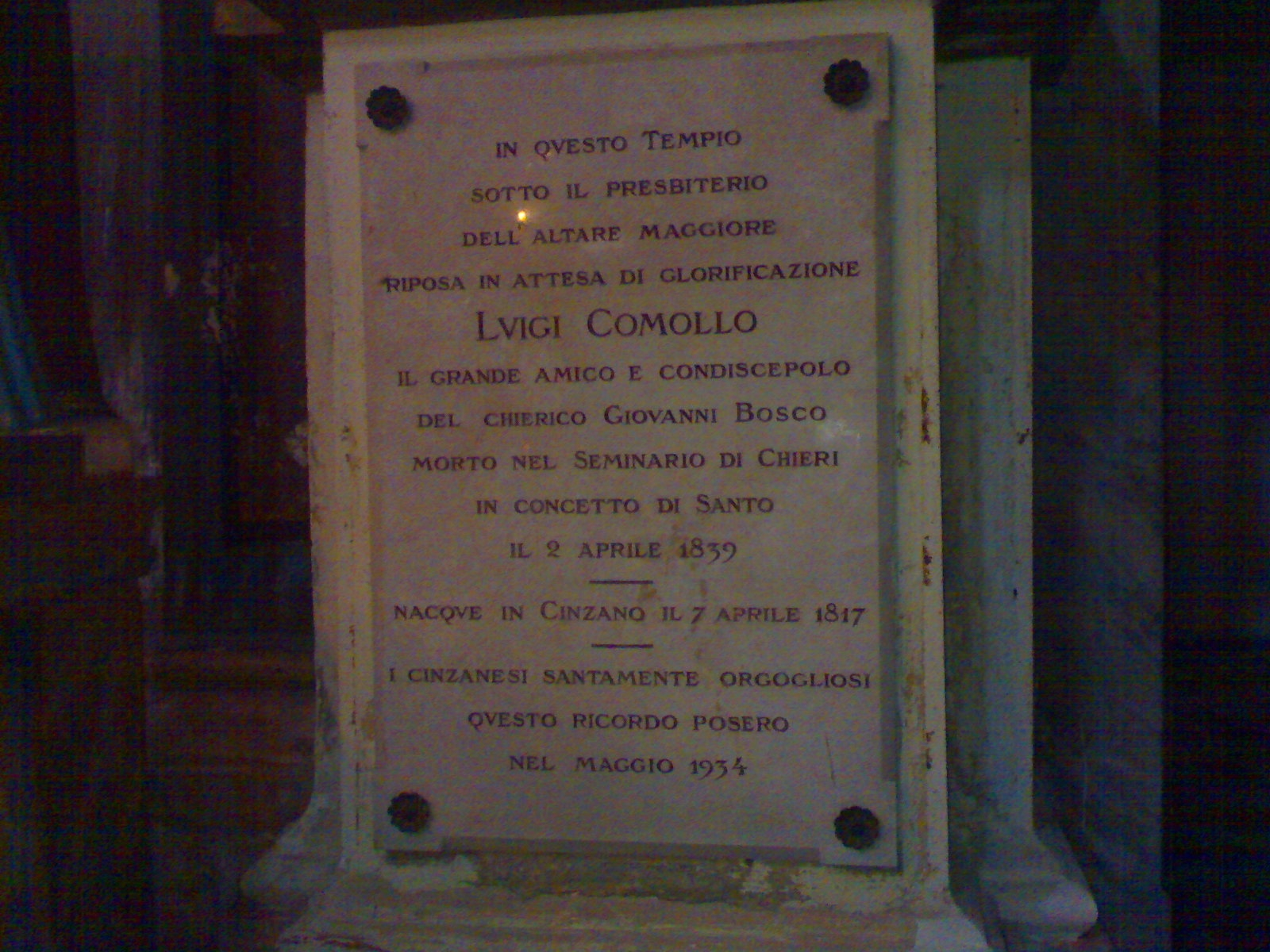
Lápide de Luigi Comollo na Igreja de São Filipe em Chieri.

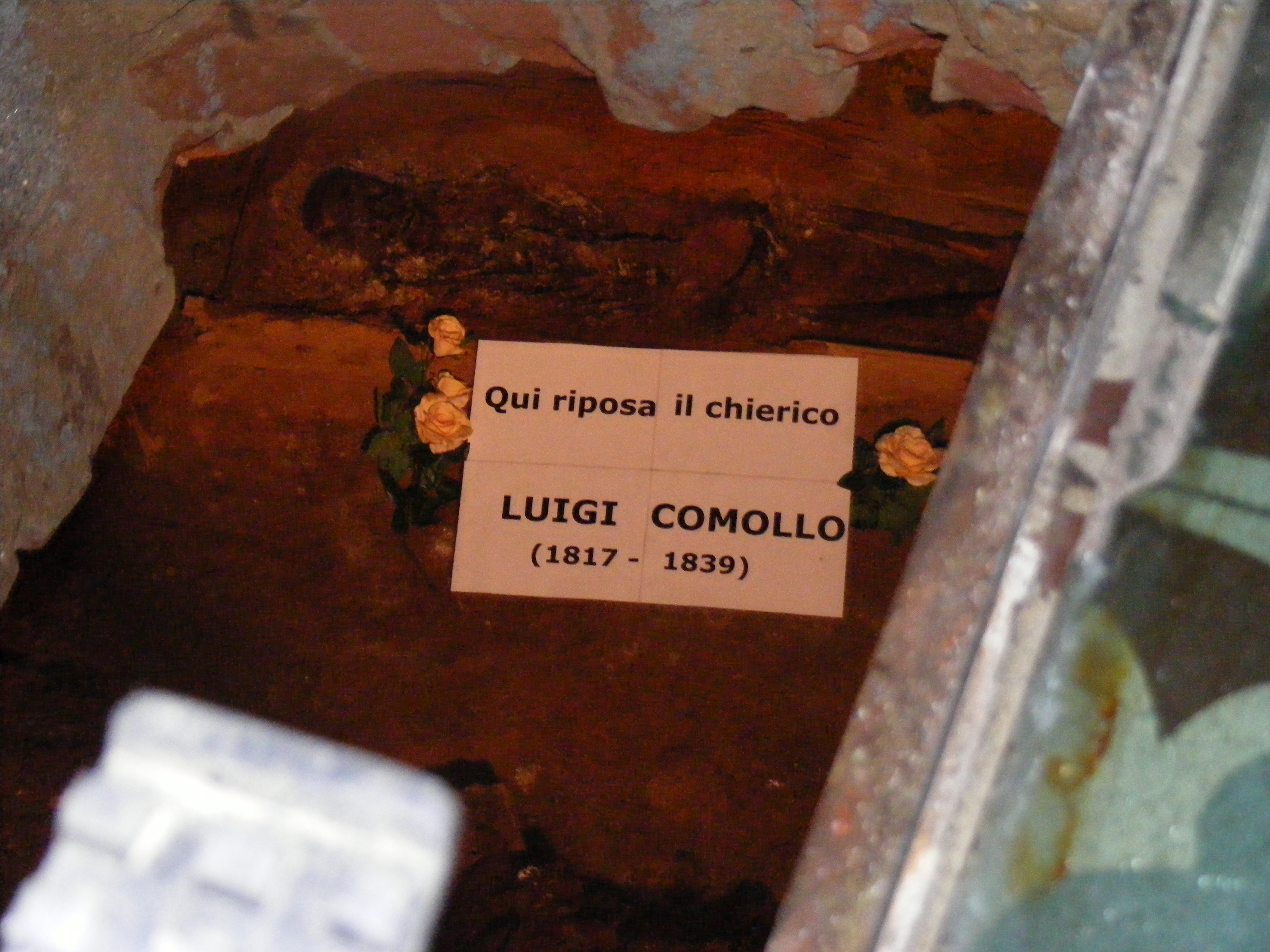
Túmulo de Luigi Comollo na Igreja de São Filipe em Chieri.

Luigi Comollo frequentemente anglicizado como Louis Comollo (7 de abril de 1817–2 de abril de 1839) foi seminarista no Seminário de Chieri da Arquidiocese de Turim. É muito conhecido por ser amigo íntimo de São João Bosco. Um dos primeiros e famosos livros de São Bosco foi a biografia de Comollo.

## Vida anterior
Nasceu em 7 de abril de 1817 em Pra, Cinzano, Itália, filho de Carlo e Gioanna Comollo. Comollo era sobrinho do Reitor de Cinzano, Pe. José Comolo. Comollo era frequentemente maltratado por seus colegas de classe, mas nunca retaliou e sempre os perdoou. As ações de Comollo impressionaram tanto João Bosco que, por causa dele, Bosco levou a sério sua vida espiritual. Nas suas memórias, Bosco recorda que Comollo lhe ensinou a “viver como cristão”. Em 1835 Comollo ingressou no Seminário de Chieri.

## Promessa a Bosco
João Bosco e Luigi Comollo eram amigos íntimos. Um dia, depois de terem lido um longo trecho da vida dos santos, falaram da morte e do consolo que surgiria ao conhecer o estado do falecido. No final da conversa ambos redigiram este contrato: “Qualquer de nós que for o primeiro a morrer, se Deus o permitir, trará a palavra da sua salvação ao seu companheiro sobrevivente”.  Bosco narra que assinou o contrato sem perceber a gravidade de tal empreendimento; No entanto, ratificaram que contraíram repetidamente, especialmente durante a última doença de Comollo. Segundo Bosco, as últimas palavras de Comollo e seu último olhar para Bosco selaram sua promessa. Muitos de seus companheiros sabiam deste contrato.

## Morte e aparição
Segundo as memórias de Dom Bosco, Comollo previu a sua morte pelo menos um ano antes de ocorrer. Às 2h da manhã de 2 de abril de 1837, Luigi Comollo, que estava frequentemente doente, adoeceu e morreu aos 22 anos. Na noite seguinte, ele foi enterrado na vizinha Igreja de São Filipe.
Naquela noite, depois de Bosco, foi dormir no dormitório que dividia com mais de vinte outros seminaristas. Bosco diz que estava convencido de que esta seria a noite em que sua promessa seria cumprida.
Segundo Bosco, por volta das 11h30 ouviu-se um estrondo profundo no corredor. Parecia que uma carroça pesada puxada por muitos cavalos se aproximava da porta do dormitório. Ficou cada vez mais alto, como um trovão, e todo o dormitório tremeu. Os seminaristas pularam da cama aterrorizados e se amontoaram em busca de conforto. Então, acima do barulho violento e trovejante, a voz de Comollo foi ouvida claramente. Três vezes repetiu com muita clareza: “Bosco, estou salvo”. Todos ouviram o barulho; alguns reconheceram a voz sem compreender o significado; outros entenderam isso tão bem quanto Bosco. Bosco registra que foi a primeira vez na vida que se lembra de ter sentido medo. O medo e o terror eram tão fortes que Bosco adoeceu a ponto de morrer.

## Após a morte
O Reitor do seminário conseguiu obter uma autorização especial das Autoridades, o que permitiu que Luigi fosse sepultado no interior da Igreja de São Filipe, adjacente ao Seminário de Chieri, em Turim. Uma lápide em Cinzano foi colocada em homenagem a Comollo e seus restos mortais repousam sob o Altar da Igreja do Seminário de Chieri.
Sua vida exemplar conquistou-lhe devoção particular entre os seminaristas. Seu túmulo foi profanado por vários de seus companheiros que cortaram alguns dedos de sua mão como relíquias. Isto dificultou o procedimento para estabelecer uma causa de canonização na Igreja Católica.
A Comuna de Chieri criou um projeto museológico para permitir ao visitante entrar nas salas do antigo seminário onde Comollo e Bosco estudaram. 